# یوشع بن نون
یوشع بن نون (به عبری: יְהוֹשֻׁעַ) از شخصیت‌های تنخ است. او در کتب دوم و چهارم تورات دستیار موسی و در کتاب یوشع جانشین اوست و فتح کنعان توسط بنی‌اسرائیل را رهبری کرد. همچنین مشابه همین داستان بدون ذکر نام یوشع در قرآن نیز آمده است. تاریخ‌پژوهان معاصر یوشع را شخصیتی افسانه‌ای می‌دانند؛ بخش‌های مربوط به یوشع در تورات را در نسخه‌های متاخر به آن افزوده‌اند و کتاب یوشع نیز روایت صحیح تاریخی نیست، زیرا بنی‌اسرائیل ریشه کنعانی داشته‌اند و در همان سرزمین شکل گرفته‌اند.
مطابق روایت تنخ، یوشع از نسل افرایم فرزند یوسف بود. نامش در آغاز هوشع بود اما موسی او را یوشع نامید. او جزء ۱۲ نفری بود که موسی برای بازرسی سرزمین موعود فرستاد. و پس از بازگشت به همراه کالب بن یوفنا تنها کسانی بودند که برای فتح سرزمین موعود اعلام آمادگی کردند ولی بنی‌اسرائیل حاضر به جنگ و حمله به آن سرزمین نشدند. بعد از مرگ موسی، یوشع جانشین او شد و حمله اسرائیلیان به کنعان را رهبری و بعد از آن، سرزمین‌ها را میان اسباط تقسیم کرد. کتاب یوشع مرگ او را در ۱۱۰ سالگی نوشته است. یوشع از شخصیت‌های مورد احترام مسلمین است و برخی از مسلمانان او را همراه موسی در سفر به آخر جهان و دیدار با خضر می‌دانند. دهم نیسان به مناسبت عبور بنی‌اسرائیل از رود اردن به رهبری یوشع، در اسرائیل تعطیل رسمی است. ناصرخسرو و ابن بطوطه در کتاب‌هایشان ذکر کرده‌اند، آرامگاه یوشع نبی در شش فرسخ نیم از شهر بروگرد یا بروجرد قرار دارد. در منطقه‌ای از استان همدان نزدیک شهر بروجرد نیز همچین مقبره منسوب به یوشع ابن نون وجود دارد.
دو تن از پیامبران و پیشوایان مذهبی آنان به نام‌های «یوشع» و «شعیا» در اصفهان زندگی کرده و همان‌جا درگذشته و به خاک سپرده شدند.

## نام
نام یوشع در عبری خلاصه شده نام یهوشع به معنی یهوه رستگاری است می‌باشد. نام عیسی در عبری یشو نیز از ریشه همین نام گرفته شده است. از این رو معمولاً در مسیحیت شرقی و در کشورهای اسلامی از او به عنوان یوشع بن نون یاد می‌شود تا نام او با عیسی اشتباه نگردد.

## در عهد عتیق

### خروج
یوشع یکی از شخصیات اصلی عهد عتیق می‌باشد. هنگامی که موسی برای گرفتن ده فرمان از کوه بالا می‌رود یوشع نیز در قسمتی از مسیر او را همراهی می‌کند. به غیر از موسی، یوشع تنها فردی از قوم اسراییل بود که اجازه نزدیک شدن به کوه را پیدا کرد. او همچنین یکی از دوازده جاسوسی بود که توسط موسی برای بررسی سرزمین کنعان فرستاده شد. از میان این دوازده جاسوس تنها او و کالب بن یوفنا روایت مثبتی از اوضاع بیان کردند و به همین دلیل خداوند وعده داد که تنها او و کالب از مردمان آن نسل به ارض موعود وارد می‌شوند. بر اساس کتاب یوشع، در زمان زندگی موسی خدا او را برای رهبری قوم اسراییل بعد از موسی برگزید و از این رو خدا او را برکت داد و او در زمان زندگیش شکست‌ناپذیر شد.
در کتاب مقدس به دادن ملک بنی‌اسرائیل به یوشع بن نون سخن آمده است. این ملک تِمنَه سارَح بود که یوشع آن را در کوهستان افرایم بنا نمود و در آن شهر ساکن شد.

### نبرد در کنعان
همان‌گونه که دریا برای موسی خشک شده بود رود اردن نیز برای یوشع خشک شد. اولین نبرد بعد از عبور از رود نبرد اریحا بود. یوشع در اریحا پیروز شد و سپس به سمت شهر کوچکی به نام عای رفت ولیکن اسراییلی‌ها در این نبرد شکست خوردند و ۳۶ نفر از آنها کشته شدند. این شکست به دلیل این بود که عخان یک شی نفرین‌شده از اریحا برداشته بود و از این رو قوم اسراییل عخان را سنگسار کردند و بعد یوشع دوباره به عای حمله کرد و پیروز شد. در جنگ بعدی قوم اسراییل به جنگ گروه متحدی از اموری‌ها رفتند. در جبعون یوشع از خدا درخواست کرد تا خورشید و ماه را ثابت نگهدارد تا او بتواند نبرد را در روز به اتمام برساند. این اتفاق بسیار مهم بود زیرا هیچ روزی مانند آن قبل و بعد از آن وجود نداشت و در آن روز یهوه برای اسراییل جنگید. در این زمان سنگ‌های بزرگی از آسمان بر کنعانی‌ها فرو ریخت که تعداد زیادی از آنها را کشت. از این زمان به بعد یوشع جنگ‌های زیادی را رهبری کرد و پیروز شد.

## صحت تاریخی
نظر رایج میان تاریخ‌پژوهان این است که کتاب یوشع حاوی روایت صحیح تاریخی نیست. این کتاب حاوی داستانی است که ظاهراً در قرن ۱۳ قبل از میلاد رواج دارد؛ نابودی شهرها در این دوره امر رایجی بوده اما غیر از چند استثنا، کتاب مقدس ارتباطی میان شهرهایی که در تاریخ واقعاً نابود شده‌اند با حمله یوشع قائل نشده و در عوض، به شهرهایی اشاره کرده که در یافته‌های باستان‌شناسان حتی نشانی از اشغال آن‌ها در آن دوره نیست یا نشانه‌های کمی وجود دارد. باستان‌شناسان به‌طور کلی اتفاق‌نظر دارند که بنی‌اسرائیل ریشه‌های کنعانی داشته‌اند: قدیمی‌ترین سکونت‌گاه‌های اسرائیلی، فرهنگ کنعانی داشته‌اند، اسباب پرستش ال، بزرگ‌ترین خدای کنعانی، در آن‌ها یافت شده، آثار کشف‌شده به شیوه کنعانی درست شده‌اند و الفبای مورد استفاده آن‌ها نیز کنعانی است. تقریباً تنها چیزی که در یافته‌های باستان‌شناسی روستاهای اسرائیلی را از سکونت‌گاه‌های کنعانی متمایز کرده، عدم پیدا شدن استخوان خوک است؛ هر چند دربارهٔ اینکه این مسئله به دلیل تفاوت‌های قومی بوده یا نه، اختلاف نظر وجود دارد.
محققان همچنین توافق نظر دارند که بخش‌های مرتبط با یوشع در تورات (اسفار پنج‌گانه) در دوره‌ای متاخر به آن افزوده شده‌اند. در نسخه‌ای قدیمی‌تر از تورات، در داستان جاسوس‌ها فقط از کالب نام برده شده است. مایر و هولشر، از تاریخ‌پژوهان معاصر، به‌طور کلی موجودیت تاریخی یوشع را مردود می‌دانند و اعتقاد دارند او پهلوانی افسانه‌ای در حماسه‌های سبط یوسف بوده است. به گفته کارولین پرسلر، آنچه در خواندن کتاب یوشع مهم است، بخش‌هایی است که دربارهٔ خدا صحبت می‌کنند و باید توجه داشت که این بخش‌ها برای خواننده‌ای که در قرون هفتم و ششم قبل از میلاد می‌زیسته، چه معنایی داشته‌اند. ریچارد نلسون توضیح می‌دهد که یک پادشاهی متمرکز در اسرائیل نیازمند مواردی مثل داستانی واحد دربارهٔ به وجود آمدن قوم اسرائیل (که از ترکیب داستان‌های قدیمی‌تر خروج از مصر شکل گرفته)، باور به خدایی ملی که مبارز آسمانی مردمش بوده (یهوه) و توضیحاتی برای بقایای شهرهای تخریب‌شده و گروه‌های قومی و قبیله و سایر مواردی از این دست بوده است.
تلمود و پدران کلیسا نگارش کتاب یوشع را به خود یوشع بن نون نسبت داده‌اند اما مارتین نوث در سال ۱۹۴۳ نشان داد که کتاب یوشع و برخی دیگر کتب تنخ بر اساس منبع واحدی موسوم به «تاریخ تثنوی» در اوایل دوره تبعید یهودیان در بابل (قرن ششم قبل از میلاد) نوشته شده‌اند. امروزه بیشتر تاریخ‌پژوهان اعتقاد دارند که بخش‌هایی از تنخ به همین شیوه شکل گرفته‌اند و حاوی حماسه‌های قوم اسرائیل در دوره پیش از ظهور سلطنت هستند.

## در مسیحیت
در مسیحیت در فصل چهارم کتاب عبریان یوشع با عیسی مقایسه و عیسی از یوشع بهتر توصیف می‌شود.

## در اسلام

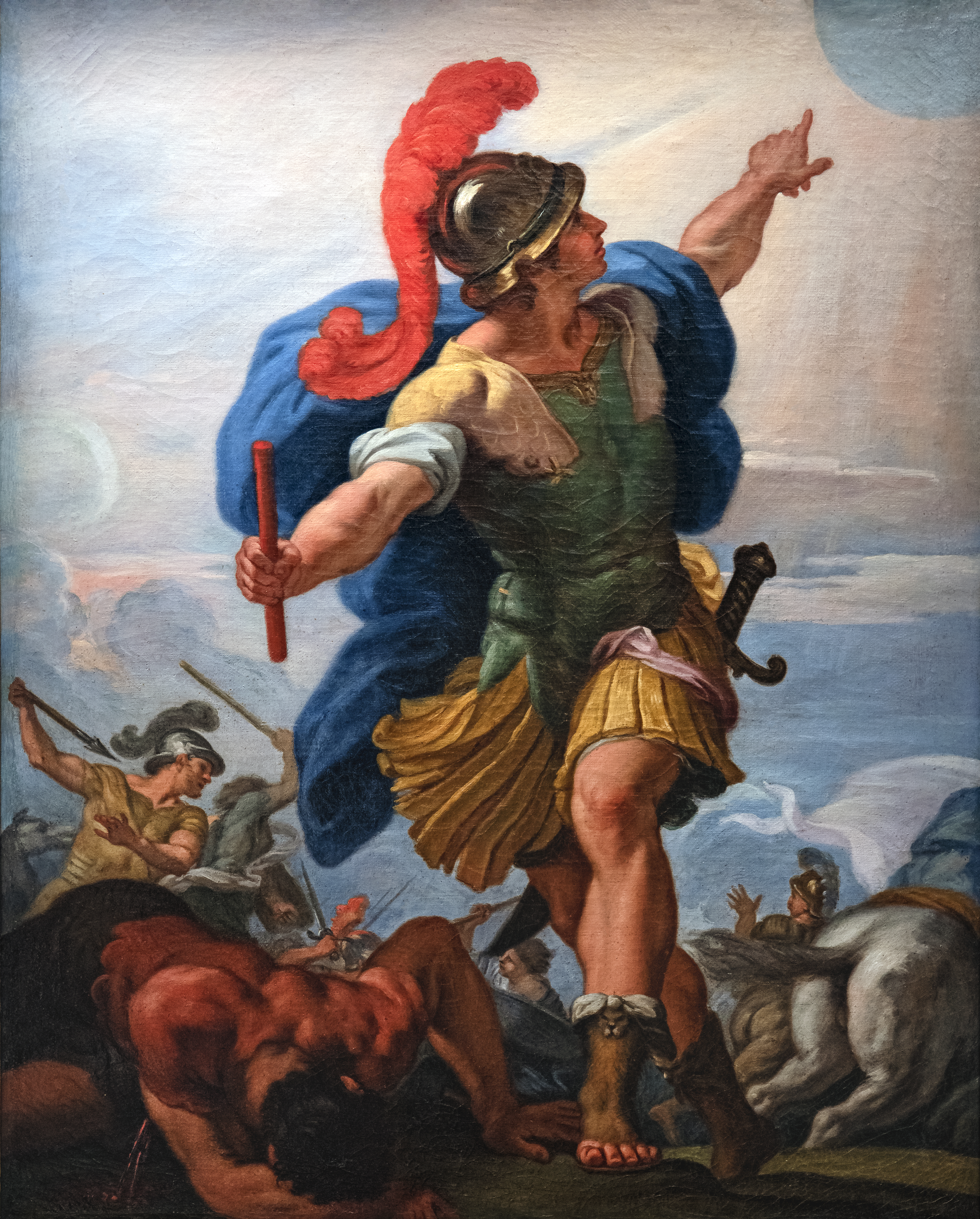
نگاره ای از یوشع بن نون

در سوره پنجم قرآن آیه ۲۰ تا ۲۶ داستان کالب بدون ذکر نام او نقل شده است. دو مردی که در این داستان مورد بحث قرار می‌گیرند کالب و یوشع هستند.
در قرآن از جوانی که در زمان ملاقات با خضر همراه موسی بوده است یاد شده است که به عقیده بسیاری از مفسرین اسلام او یوشع بن نون بوده است. همچنین در برخی احادیث نام دیگر یوشع بن نون، ذو الکفل گفته شده است که دو بار در قرآن آمده است.
در احادیث اسلامی یوشع بن نون از جمله کسانی است که در زمان ظهور مهدی رجعت کرده و مانند عیسی در کنار او خواهد بود.
مقبره وی در روستای کفل حارس در کرانه باختری رود اردن است.